# Парю
Парю́ (фр. Parux) — коммуна во французском департаменте Мёрт и Мозель региона Лотарингия. Относится к  кантону Сире-сюр-Везуз.	

## География
Парю расположен в 60 км к востоку от Нанси. Соседние коммуны: Валь-э-Шатийон на северо-востоке, Сен-Совёр на востоке, Ангомон на юго-востоке, Бремениль на юге, Нёвиллер-ле-Бадонвиллер на юго-западе, Монтрё на западе, Нониньи на северо-западе.

## История
- Коммуна сильно пострадала во время Первой мировой войны 1914-1918 годов.

## Демография
Население коммуны на 2010 год составляло 80 человек.
| 1962 | 1968 | 1975 | 1982 | 1990 | 1999 | 2010 |
| ---- | ---- | ---- | ---- | ---- | ---- | ---- |
| 121  | 94   | 92   | 105  | 88   | 65   | 80   |